# Giovanni Crisostomo Javèlli

Opere, 1580

Giovanni Crisostomo Javèlli (San Giorgio Canavese, 1470 circa – Piacenza, 1538 circa) è stato un filosofo e teologo italiano. Domenicano, fu rettore degli studi di teologia a Bologna dal 1518 al 1521.

## Biografia
Entrato, forse nel 1485, nell'Ordine dei frati predicatori, studiò teologia nel convento bolognese di San Domenico. Si distinse negli scritti filosofici dove sosteneva le ipotesi del pensiero aristotelico mentre era contrario all'averroismo. In teologia si schierò contro Lutero.

## Opere
- Solutiones rationum animi mortalitatem probantium, 1519.
- Tractatus de animae humanae indeficientia, 1536.
- Epitome in Ethicen, hoc est, moralem Platonis philosophiam ed Epitome in Politicam, hoc est civilem Platonis philosophiam, 1536.
- Logicae Compendium, 1572.
- (LA) [Opere]. 1, Lugduni, Charles Pesnot, Antoine Blanc, 1580.
- (LA) [Opere]. 2, Lugduni, Charles Pesnot, Antoine Blanc, 1580.
- (LA) [Opere]. 3, Lugduni, Charles Pesnot, Antoine Blanc, 1580.
- Expositio in primum tractatum primae partis d. Thomae ed Expositio super tractatum de Trinitate primae partis d. Thomae, 1596.